# فرخنده آبی‌وزرد
فرخنده آبی‌وزرد (نام علمی: Rauenia bonariensis) گونه‌ای از پرندگان تیرهٔ فرخندگان (Thraupidae) است.
زیستگاه‌های طبیعی آن جنگل‌های خشک نیمه‌گرمسیری یا گرمسیری، جنگل‌های جلگه‌ای نمناک نیمه‌گرمسیری یا گرمسیری، جنگل‌های کوهستانی نمناک نیمه‌گرمسیری یا گرمسیری، بوته‌زارهای نیمه‌گرمسیری یا گرمسیری با ارتفاع زیاد و جنگل‌های پیشین به شدت تخریب شده است.